# Eudarcia saucropis
Eudarcia saucropis är en fjärilsart som beskrevs av Edward Meyrick 1911. Eudarcia saucropis ingår i släktet Eudarcia och familjen äkta malar.
Artens utbredningsområde är Seychellerna. Inga underarter finns listade i Catalogue of Life.